# Sélestat
Sélestat, do 1920 Schlestadt (alzaško Schlettstàdt, nemško Schlettstadt), je naselje in občina v severovzhodni francoski regiji Alzaciji, podprefektura departmaja Bas-Rhin. Leta 1999 je naselje imelo 17.179 prebivalcev.

## Geografija
Kraj leži v osrednji Alzaciji na levem bregu reke Ill, 22 km severno od Colmarja in 47 km južno od Strasbourga.

## Administracija
Sélestat je sedež istoimenskega kantona, v katerega so poleg njegove vključene še občine Châtenois, Dieffenthal, Ebersheim, Ebersmunster, Kintzheim, Orschwiller, Scherwiller in La Vancelle z 28.082 prebivalci.
Naselje je prav tako sedež okrožja Sélestat-Erstein, v katerem se nahajajo kantoni Barr, Benfeld, Erstein, Marckolsheim, Obernai, Sélestat in Villé s 134.907 prebivalci.

## Zanimivosti
- romanska cerkev Sainte-Foy (12.-13. stoletje),
- gotska cerkev sv. Jurija (13.-15. stoletje,
- baročni zvonik (1618),
- vodni stolp,
- Humanistična knjižnica z eno od najstarejših zbirk srednjeveških rokopisov in renesančnih knjig v Evropi. Njeno jedro predstavlja skoraj nedotaknjena knjižnica nemškega humanista Beatusa Rhenanusa, rojenega v Sélestatu.
- mestna hiša (1788),
- železniška postaja (1880),
- sinagoga (1890).

## Pobratena mesta
- Charleroi (Belgija),
- Dornbirn (Avstrija),
- Grenchen (Švica),
- Waldkirch (Nemčija).